# Брцко в Загребе
Брцко в Загребе (хорв. Brcko u Zagrebu) — австро-венгерская немая чёрно-белая короткометражная кинокомедия 1917 года. Фильм считается утерянным. Считается первым хорватским игровым фильмом.

## Сюжет
Продавец из провинции по имени Брцко (Арношт Грунд) приезжает в Загреб, чтобы встретиться со своей возлюбленной, оперной певицей (Ирма Полак). Он водит девушку по различным заведениям: одевает её в магазинах, приглашает в общественный бассейн на реке Сава. О том, что вытворяет Брчко в большом городе, узнаёт его жена. Она тоже приезжает в Загреб и находит парочку сидящими в кафе. Жена устраивает Брчко сцену и обливает его газировкой из сифона.

## Создание, выпуск и наследие
Все главные роли в фильме исполнила группа актёров из Хорватского национального театра, которые также успешно выступали в кабаре, — это был их первый опыт в кинематографе. Главную роль в ленте исполнил Арношт Грунд, который также выступил и сценаристом, так как картина была сделана по его пьесе Alaj su nas nasamarili (1912). Фильм был произведён кинокомпанией Croatia Film k.d., основанной в том же 1917 году Хамилкаром Босковичем (продюсер «Брчко в Загребе») и Джулио Бергманом. Картина была снята «на энтузиазме», все актёры за свою работу получили символические гонорары.
Премьера «Брцко в Загребе» состоялась 28 августа 1917 года в кинотеатре Metropol Cinema (позднее носил названия Capitol Cinema и Zagreb Cinema) в Загребе. Фильм понравился зрителям и неоднократно показывался в кинотеатрах Хорватии. В наше время лента, как и многие картины того периода, считается утерянной. Вся дошедшая до нас информация о ней основана на газетных заметках и рекламных проспектах того времени, а также сохранилось несколько кадров.
С 2007 года в Загребе ежегодно проходит фестиваль немого кино «Тссс!», главный приз которого носит название «Приз Брцко» в честь главного героя первого хорватского фильма.

### Личность режиссёра

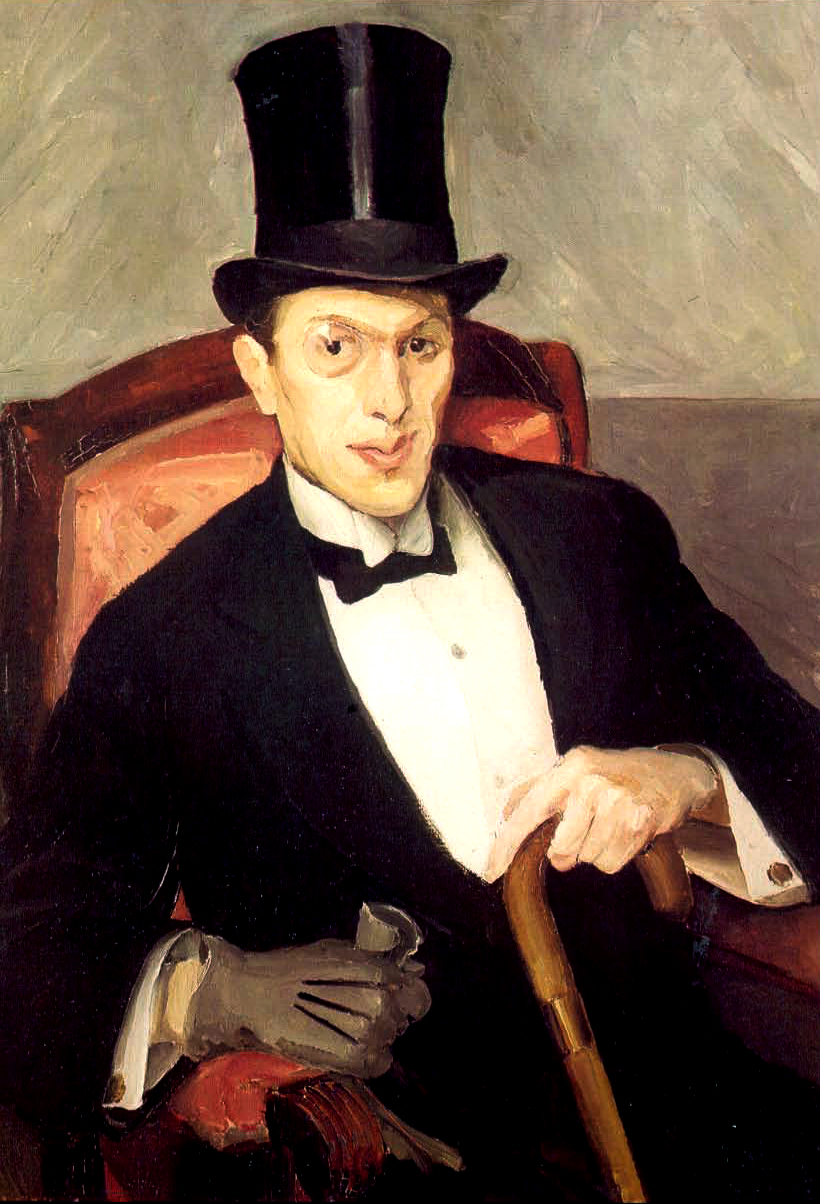
Мирослав Кралевич, Bonvivant (1912).

В титрах «Брцко в Загребе» режиссёром указан некий Арсен Маас. На протяжении почти века не удавалось выяснить, кто этот человек. В 2014 году хорватский историк кино Даниэль Рафаэлич посетил ретроспективную выставку художника Мирослава Кралевича, проходившую в загребской «Современной галерее». Под одной из самых известных работ Кралевича, Bonvivant, он обнаружил надпись, гласившую, что на картине изображён некий Анте Масовчич, также известный как Арсен Мазофф. Рафаэлич заподозрил, что Масовчич и Маас — это один и тот же человек, и очень быстро обнаружил неопровержимые доказательства своей правоты.

Анте Масовчич (1889—1948) подружился с Кралевичем, находясь в Париже. Масовчич писал театральные обзоры для загребской газеты Obzor и был дружен со многими артистами и киноактёрами. По словам поэта Тина Уевича, «Масовчич был хорошо известен в театральных и богемных кругах Парижа». В 1917 году, когда был снят «Брчко в Загребе», Масовчич работал секретарём в Хорватском национальном театре, откуда и были все актёры данного фильма. В дальнейшем Масовчич служил дипломатом, и «Брцко в Загребе» осталась его единственной режиссёрской работой.